# Italienischer Hecht
Der Italienische Hecht (Esox cisalpinus (Syn.: Esox flaviae Lucentini et al., 2011)) ist eine im Jahr 2011 neu beschriebene Art der Hechte (Esox). Sie umfasst die Hechtpopulationen des nördlichen und mittleren Italien, die damit von den nordeuropäischen Hechten (Esox lucius) abgetrennt wurden und eigenen Artstatus erhielten. Die Art wurde zuerst von Bianco & Delmastro in einer Bestandsaufnahme der endemischen Fischarten der Italienischen Halbinsel als Esox cisalpinus beschrieben und kurze Zeit später von Lucentini et al. als Esox flaviae. Nach der Prioritätsregel der biologischen Nomenklatur ist der erste Name, Esox cisalpinus, gültig.

## Verbreitung
Der Italienische Hecht kommt in Norditalien südlich der Alpen und in Mittelitalien vor. Ob andere Hechtpopulationen im Bereich des Mittelmeers, z. B. in Südfrankreich und in den Zuflüssen der Adria auch der neuen Art zugerechnet werden müssen, ist noch nicht geklärt.

## Merkmale
Der Italienische Hecht wird maximal einen Meter lang, ist langgestreckt und besitzt eine abgeflachte, entenartige Schnauze. Das große Maul ist mit vielen spitzen Zähnen besetzt. Rücken- und Afterflosse befinden sich weit hinten in der Nähe der Schwanzflosse, Brust- und Bauchflosse stehen tief am Körper. Neben metrischen Charakteristika, den Verhältnissen zwischen verschiedenen Körpermassen, unterscheidet sich Esox cisalpinus vor allem in der Färbung und der kleineren Schuppenzahl entlang der Seitenlinie von Esox lucius.
Der Italienische Hecht ist sehr variabel gefärbt und kann Längsstreifen, Querbänder, diagonale Streifen oder eine sich sternförmig verzweigende Streifung aufweisen. Die für Esox lucius typischen runden Flecken zeigt er jedoch niemals.
- Flossenformel: Dorsale i–ii/13–16, Anale i–ii/11–13, Caudale 14–18.
- Schuppenformel: SL 101–115, (125–148 bei E. lucius)
- Branchiostegalstrahlen: 13–14.

## Lebensweise
Wie der nordeuropäische Hecht kommt der Italienische Hecht vor allem in klaren, vegetationsreichen Seen und Flüssen vor. Er ist einzelgängerisch, revierbildend und ernährt sich von Fischen, auch kleineren Artgenossen, Fröschen und Krebsen. Männchen pflanzen sich zum ersten Mal im Alter von einem Jahr fort, Weibchen mit zwei Jahren. Die Fortpflanzung erfolgt in Mittelitalien von Februar bis März, in Norditalien von März bis April.